# سان ایسیدرو د لولس
سان ایسیدرو د لولس (به اسپانیایی: Lules) یک منطقهٔ مسکونی در آرژانتین است که در بخش لولز واقع شده‌است. سان ایسیدرو د لولس ۲۱٬۰۸۸ نفر جمعیت دارد.